# Thomas Wiseman
Thomas Wiseman (Viena, 1931 - 2018) foi  um autor britânico, dramaturgo e argumentista.

## Obras

### Livros
- Savage Day, September, 1981
- The day before Sunrise, 6 de Maio, 1976
- The Romantic Englishwoman, 18 de Novembro, 1971
- Labyrinth, 29 de Agosto, 1991
- Children of the Ruins, 11 de Setembro, 1986
- The Quick and the Dead (wiseman), Novembro, 1986
- A Game of Secrets, 5 de Julho, 1979
- The Time Before the War, 5 de Agosto, 1993
- Genius Jack, 25 de Fevereiro, 1999
- Money Motive, 1 de Abril, 1976

### Filmes
- The Romantic Englishwoman
- The Quick and the Dead

## Pessoas com quem trabalhou

### Actores e actrizes
| - Michael Caine - Phil Brown - Glenda Jackson, actriz inglesa. - Tom Chatto - Kate Nelligan, actriz canadianda. - David de Keyser | - Helmut Berger - René Kolldehoff - Michel Lonsdale - Doris Nolan - Natalie Delon - Béatrice Romand, actriz francesa. |

### Produções em conjunto com
| - Gerry Fisher (Cinematográfico) - Richard Macdonald (Designer de Produção) - Richard Hartley (Compositor de música) - Anthony Waye (Primeiro Assistente de Direcção) - Daniel M. Angel (Productor) | - Tom Stoppard (Screenwriter) - Reginald Beck (Editor) - Richard F. Dalton (Produtor associado) - Joseph Losey (Director) - Ruth Myers (Designer de moda) |